# Landnahme der Slawen auf dem Balkan
Die Landnahme der Slawen auf dem Balkan erweiterte die dortige ethnische Vielfalt um ein bis heute prägendes Element. Nachdem sich auf der Balkanhalbinsel unter römischer Herrschaft im Norden die lateinische und südlich der sogenannten Jireček-Linie die griechische Sprache durchgesetzt hatten, ließen sich hier ab dem ausgehenden 6. Jahrhundert slawische Stämme dauerhaft nieder (Landnahme). Nach der Christianisierung durch die Slawenapostel Kyrill und Method konnten sie ab dem 9. Jahrhundert mit Hilfe der orthodoxen Kirche das Vermächtnis Ostroms übernehmen.

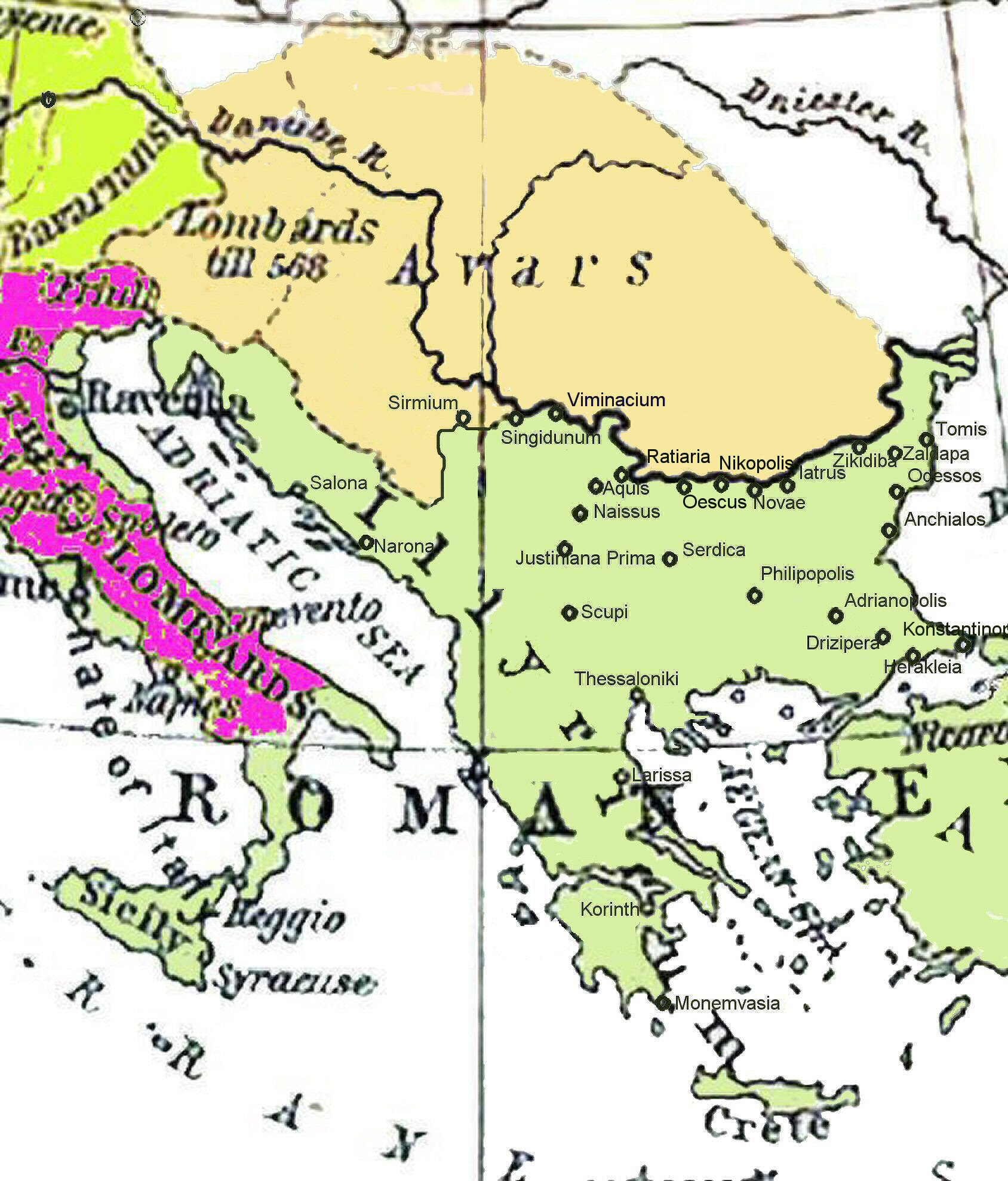
Der Balkan 582–612

## Slaweneinfälle bis 591
In der ausgehenden Spätantike, im 6. Jahrhundert, rückten in den Quellen als Slawen bezeichnete Gruppen seit etwa 540 über die untere (im späten 5. Jahrhundert von den Westgoten verlassene) Donau vor und unternahmen Plünderungszüge in die oströmischen Provinzen Illyrien, Moesien, Thrakien, Makedonien und Griechenland bis zur Peloponnes (siehe dazu Chronik von Monemvasia). Zu den frühesten Quellen, die slawische Plünderungszüge erwähnen, gehört Prokopios von Caesarea, der die Angreifer um 550 Σκλαβηνοί nennt (z. B. Prok. Bell. 7,14,2) und angibt, sie würden nördlich der Donau siedeln. Hierbei operierten in der Regel kleinere, unkoordinierte Gruppen im unwegsamen Gebirge und den dichten Wäldern. Im Norden erreichten die Slawen das Gebiet der ehemaligen Provinz Noricum und gründeten dort im 7. Jahrhundert das Fürstentum Karantanien.
Da zu diesem Zeitpunkt keine nennenswerten römischen Verbände im Balkanraum operierten, konnten diese slawischen Gruppen, oft gemeinsam mit den Anten, ungehindert auf der gesamten Halbinsel umherziehen und fast jährlich Teile des Balkans plündern. Nicht einmal das Hexamilion bei Korinth konnte sie aufhalten. Doch von einer dauerhaften Ansiedlung wissen die römischen Quellen zu dieser Zeit noch nichts zu berichten; lediglich von Plünderungszügen.
Kaiser Justinian (527–565) hatte mit der Rückeroberung der im 5. Jahrhundert von den Germanen überrannten westlichen Reichshälfte und mit der Abwehr der Sassaniden (Römisch-Persische Kriege) im Orient andere Prioritäten als die Abwehr der Slawen auf dem Balkan. Er suchte zwar durch zahlreiche neue Festungsbauten von Singidunum bis zur Donaumündung die Grenze zu sichern, doch fehlten infolge seiner Feldzüge gegen die Ostgoten und Perser die Truppen, die von den Festungen heraus gegen die Slawen hätten operieren können. Dem zuständigen magister militum per Thracias standen nur sehr schwache Verbände zur Verfügung. Überdies stellten sich ihnen die Plünderer selten zum Kampf, und gegen die kleinen, mobilen slawischen Gruppen waren die kaiserlichen Soldaten machtlos. So kontrollierten die Oströmer zwar die Donau, kaum aber das Hinterland. In Justinians Herrschaftszeit konnten Slawen 559 gemeinsam mit Hunnen sogar Konstantinopel bedrohen, sie wurden aber von Belisar abgewehrt. In der neueren Forschung wird die Balkanpolitik Justinians allerdings wieder positiver bewertet und der anschließende Verlust keineswegs als unausweichlich betrachtet.
Die Unterwerfung und Ausbeutung der meisten Slawen durch die Awaren unter Baian ab 567 schuf einen zusätzlichen Migrationsdruck. Unterdessen begann Kaiser Justin II. (565–578) einen neuen Krieg gegen das Sassanidenreich, der für zwei Jahrzehnte die römischen Truppen im Osten band. Unter seinem Nachfolger Tiberius Constantinus (578–582) konnten die Awaren 582 das strategisch bedeutsame Sirmium einnehmen und die von Justinian errichteten beziehungsweise wieder hergestellten Festungen langsam aufrollen. Dies wiederum erleichterte auch die slawischen Einfälle. Der zeitgenössische Kirchenhistoriker Johannes von Ephesos berichtet von einer großen slawischen Invasion bereits seit 581, die erstmals eine dauerhafte Niederlassung zum Ziel gehabt habe. Umstritten ist hierbei aber, ob es sich um Plünderer gehandelt hat, die sich über mehrere Jahre bis zum Tod des Johannes auf dem Balkan aufgehalten haben, oder ob tatsächlich eine Ansiedlung erfolgte. Tatsache ist, dass bereits in den 580er Jahren die oströmischen Balkanprovinzen so verwüstet waren, dass sie keine Beute mehr hergaben. Ein Wendepunkt war hier die gescheiterte Belagerung von Thessalonike 586: Hauptursache des Fehlschlages war der Mangel an Verpflegung bei den Belagerern, die sich aus dem verwüsteten Umland nicht mehr ernähren konnten. Diese Umstände dürften die Slawen zu der Erkenntnis bewogen haben, dass nur eigene Landwirtschaft ihnen auf dem Balkan eine dauerhafte Lebensgrundlage ermöglichen konnte.

## Vorläufiges Ende der Slawenzüge
Eine Zäsur anderer Art erfuhren die slawischen Züge und auch der Prozess einer möglichen Ansiedlung jedoch ab 591 infolge der Balkanfeldzüge des Maurikios, die weitere slawische Raubzüge auf dem Balkan bis auf eine Ausnahme im Winter 593/594 unterbanden. Kaiser Maurikios (582–602) hatte mit den Sassaniden einen vorteilhaften Frieden geschlossen und sich fortan auf den Balkan konzentriert. Die Slawen wurden ebenso wie ihre awarischen Herrscher in die Defensive gedrängt und letztere sogar in ihrem eigenen Kerngebiet nördlich der Donau wiederholt von den Römern besiegt.
Maurikios gelang damit als erstem Kaiser seit Anastasius (491–518) die Bereinigung der Lage auf dem Balkan und die Verhinderung von Plünderungszügen der Awaren und Slawen. Damit standen die römischen Balkanprovinzen an der Schwelle einer möglichen Erholung. Armenier sollten als Wehrbauern auf dem Balkan angesiedelt und die bereits eingewanderten Slawen romanisiert werden. Mit seinem Sturz 602 wurde dies jedoch ebenso zur Makulatur wie die Fortsetzung der Feldzüge. Der neue Kaiser Phokas (602–610) musste nämlich erneut gegen die Perser kämpfen, die bereits in der ersten Phase des Krieges Armenien besetzen konnten. Außerdem hatte eine Meuterei gegen die Auswüchse der Feldzüge ihn an die Macht gebracht. Aus genannten Gründen war Phokas gezwungen, die aggressive Verteidigung und ebenso die Ansiedlung armenischer Wehrbauern aufzugeben.
Die ältere Annahme, dass die römische Herrschaft unmittelbar im Anschluss an seine Machtergreifung zusammenbrach, dürfte falsch sein. Phokas mag auf dem Balkan untätig gewesen sein und dürfte wohl Truppen von dem Balkan an die persische Front verlegt haben, doch spricht gegen eine völlige Entblößung des Balkans vielleicht schon allein seine thrakische Herkunft. Ein Zusammenbruch während seiner Herrschaft infolge slawischer Einfälle ist aber auch nicht durch archäologische Funde wie etwa Münzhortungen belegt. Demgegenüber erscheint heute sogar eine weitere Erholung der Balkanprovinzen unter der Herrschaft des Phokas denkbar. Im Ergebnis jedenfalls verzögerte sich die slawische Landnahme dank Maurikios und vielleicht auch dank Phokas um über zwei Jahrzehnte.

## Die flächendeckende Ansiedlung ab 612
Der Sturz von Phokas 610, vor allem aber die schweren Niederlagen, die die kaiserlichen Truppen ab 611 im Orient erlitten, war für die Slawen jedoch offenbar das Zeichen zum Aufbruch. Als der neue Kaiser Herakleios (610–641) alle Truppen im Osten gegen die Perser einsetzen musste, erneuerten die Slawen zusammen mit den Awaren wahrscheinlich ab 612 (nach Ansicht anderer erst ab 615) ihre Einfälle auf dem Balkan. Die Balkanprovinzen waren trotz einer möglichen zwischenzeitlichen Erholung noch deutlich schwächer als Ende der 570er. Anders als damals gab es keine oströmische Regionalarmee, die den Angriffen hätte Einhalt gebieten können, denn der magister militum per Thracias verfügte nicht mehr über nennenswerte Truppen und konnte angesichts der katastrophalen Lage an der Perserfront auch nicht mit Verstärkung rechnen. Daher überrollten die Awaren und Slawen fast ungehindert den gesamten Balkan. Wann welche Gegend überrannt wurde, lässt sich nach der gegenwärtigen Quellenlage nicht rekonstruieren. Lediglich einzelne Ereignisse ragen heraus; so die Zerstörung von Novae irgendwann nach 613, die Eroberung von Naissus und Serdika sowie die Zerstörung von Justiniana Prima 615, die dreimalige Belagerung von Thessaloniki (612 (?), 615 und 617), die Schlacht bei Herakleia am Marmarameer 619, Plünderungszüge auf Kreta 623 und die Belagerung von Konstantinopel (626) im Bündnis mit den Persern. Mögliche Beute wurde binnen kurzer Zeit gemacht und Teile der römischen Bevölkerung von den Awaren nach Pannonien verschleppt. Dies gab den Slawen die Möglichkeit, sich durch Ansiedlung und Übergang zur Landwirtschaft in den unwegsamen Regionen des Balkans der awarischen Herrschaft zu entziehen. Ab etwa 620 belegen archäologische Funde die Ansiedlung der Slawen in den entvölkerten Regionen des Balkans. Dies betraf bis auf Südthrakien und den Osten der Peloponnes die gesamte Balkanhalbinsel. Nachdem die nun mit den Persern verbündeten Awaren 626 geschlagen von den Mauern Konstantinopels abgezogen waren, erhoben sich die slawischen Stämme auf dem Balkan gegen sie und akzeptierten formal die oströmische Oberhoheit. Des Weiteren siedelte Herakleios gezielt die Serben in Illyrien und die Kroaten in Dalmatien und Unterpannonien als Föderaten gegen die Awaren an (allerdings gibt es keine historischen Quellen, die die Namen „Serben“ oder „Kroaten“ zu diesem Zeitpunkt erwähnen). Im Ergebnis konnten sich die meisten Slawen hierdurch der erschütterten awarischen Herrschaft entziehen. Die Ansiedlung der Slawen auf dem Lande ging jedoch nicht nur mit dem Schwinden der awarischen Vormachtstellung einher, sondern auch mit einer geänderten Beziehung zu den Überresten der römischen Provinzialbevölkerung und der oströmisch-byzantinischen Regierung. Die Phase der großen Kriegszüge war trotz kleinerer Kämpfe zu Ende. Die folgende Zeit war eher durch die Wanderung und Ansiedlung vieler kleiner, autonomer Gruppen gekennzeichnet.

## Gemengelage zwischen Slawen und Nichtslawen bis zum 10. Jahrhundert

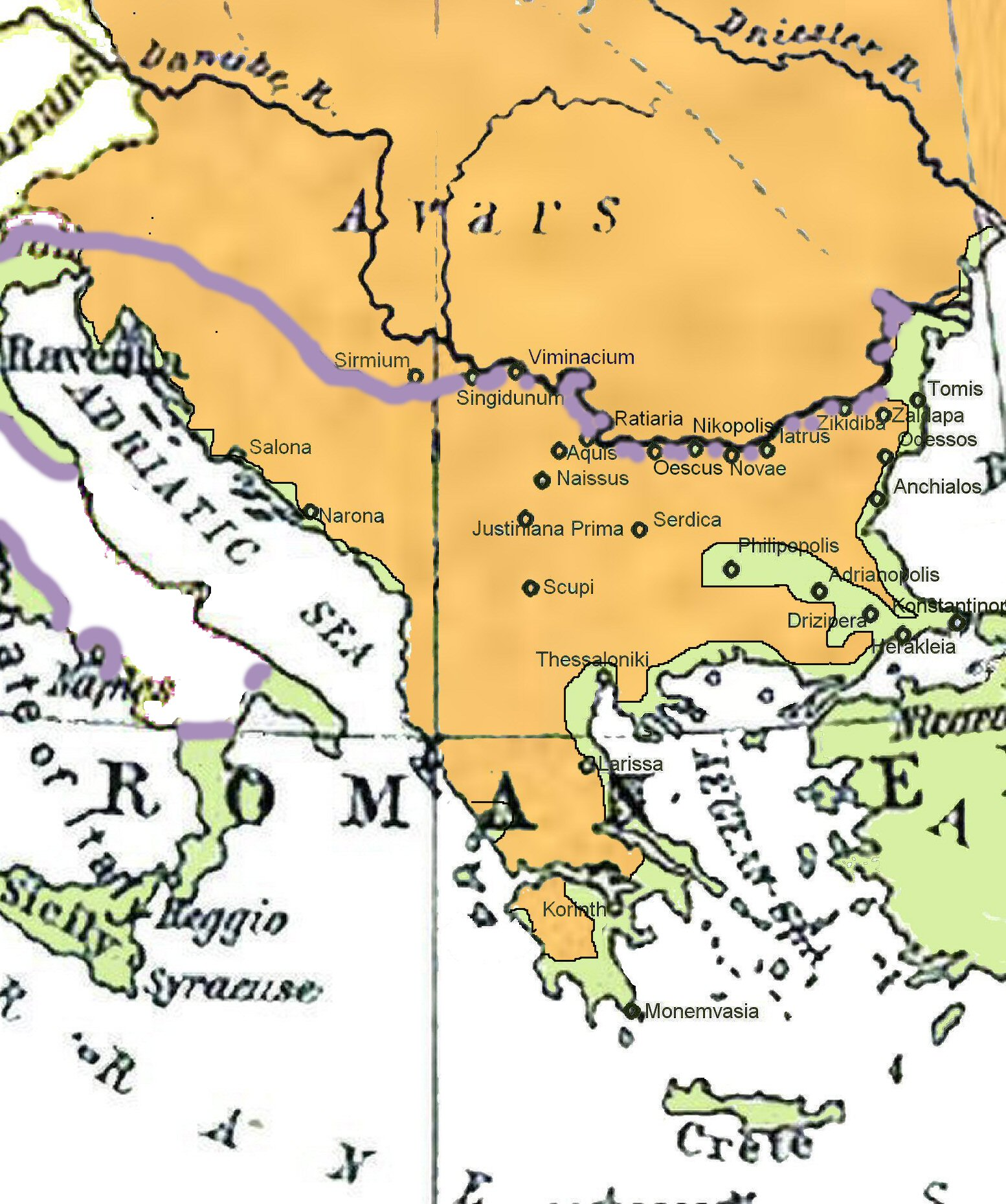
Südslawische Völkerschaften und Stämme (orange) auf dem Balkan im 7. Jahrhundert, Grenze des nominellen byzantinischen Herrschaftsgebietes lila

Nachdem die Slawen das Land besiedelt hatten, folgte eine Zeit relativ friedlicher Koexistenz zwischen Slawen und den immer noch vorhandenen Resten der römischen und griechischen Provinzialbevölkerung. Denn selbst an der Nordgrenze der oströmischen Donauprovinzen hatten einige Städte die Awaren- und Slawenstürme überlebt und sich dank der See- und Flussverbindungen mit Konstantinopel noch lange halten können. So berichten Chroniken um 625 von einem oströmischen Festungskommandanten Singidunums. Aber auch an schiffbaren Nebenflüssen der Donau hielten sich römische Siedlungen, etwa das heutige Weliko Tarnowo an der Jantra, in dem sich eine im 7. Jahrhundert erbaute Kirche befindet. Auch wenn die Städte eine gewisse Anziehungskraft auf die slawischen Stämme ausübten, waren diese allein zu schwach für eine Romanisierung oder Hellenisierung, zumal sie keine Poleis im antiken Sinne mehr waren, sondern kastra, Festungen mit wenig Wirtschaftsleben und noch weniger kulturellem Leben. Es hätte einer starken militärischen Präsenz bedurft, um flächendeckend die Verbindungswege zwischen den Städten zu sichern und ihr erneutes Aufblühen zu ermöglichen. Dieses Engagement konnte Byzanz wegen der einsetzenden islamischen Expansion nicht aufbringen. Vielmehr konnte Byzanz die Oberhoheit über die Balkanslawen immer nur örtlich und zeitlich begrenzt in eine faktische Herrschaft verwandeln. Dennoch bewahrten einige Städte entlang der Donau und ihrer Nebenflüsse in Moesien ihren römischen Charakter noch bis zum Einfall der Protobulgaren, eines Turkvolkes, im Jahr 679 und standen bis zu diesem Zeitpunkt weiterhin unter byzantinischer Herrschaft. Der Umstand, dass die Protobulgaren zunächst als Amts- und Verwaltungssprache eine Art derangiertes Griechisch nutzten, zeigt, dass es auch nach 679 römische Bevölkerung und Verwaltungsstrukturen in Moesien gab. Erst in der Folge verschmolzen die Reste der römischen Bevölkerung mit den Slawen und Protobulgaren, was heute noch unter anderem an Orts- und Gewässernamen, zum Beispiel Niš/Naissus, Jantra/Iatrus, Ossam/Asamus, Iskar/Oescus, und an fehlenden Zerstörungsschichten ehemaliger römischer Siedlungen ablesbar ist. Diese Verschmelzung erfolgte unter der Herrschaft der Protobulgaren und war somit dem byzantinischen Zugriff entzogen. Die Konsequenz war eine Slawisierung, weshalb das heutige Bulgarisch den slawischen Sprachen angehört.
In Mittelalbanien hielt sich eine weitere, zunächst völlig unbeachtete Bevölkerungsgruppe, die über die vielen Jahrhunderte römischer Herrschaft sogar ihre vorromanische Sprache bewahrt hatte und aus der offenbar die heutigen Albaner hervorgingen. In Dalmatien wiederum hielten sich romanische Idiome (Dalmatisch) noch bis zum Ende des 19. Jahrhunderts. In der Dinarischen Gebirgsregion wurden die Maurowalachen erst im 18. Jahrhundert slawisiert, wobei sie als Vorfahren der Istrorumänen in Frage kommen. In Makedonien überlebten die Vorfahren der heutigen Aromunen als Transhumanz betreibende Wanderhirten, möglicherweise 680 verstärkt durch die Sermesianoi, Nachfahren der nach Pannonien verschleppten Römer. Umstritten ist bis heute, ob auch die Rumänen von den Resten der römischen Provinzialbevölkerung südlich der Donau abstammen, so die von Robert Rösler entwickelte Migrationstheorie; vgl. zur Kontroverse um die Herkunft aber die dako-romanische Kontinuitätstheorie. Unklar ist auch die Herkunft der im heutigen griechisch-mazedonischen Grenzgebiet siedelnden Meglenorumänen. Ebenfalls seit langer Zeit sehr umstritten ist, wie stark der slawische Einfluss in Griechenland war; eine Extremposition vertrat hierzu bereits Jakob Philipp Fallmerayer, der annahm, die modernen Griechen seien keine Nachfahren der antiken Hellenen, sondern ethnische Slawen, die in mittelbyzantischer Zeit lediglich die griechische Sprache angenommen hätten. Die Griechen des Altertums hingegen seien im Frühmittelalter von den Slawen ausgerottet worden.
Alles in allem war der Niedergang der römischen Macht wohl ein langsamer Vorgang mit einem gewissen Auf und Ab. Byzanz nutzte dabei jede Gelegenheit, um in Sklavinien (Griechenland und Thrakien) Slawen zu unterwerfen und teilweise nach Kleinasien umzusiedeln. Da hier seit jeher größere Städte vorhanden waren, gelang – um zwei Jahrhunderte verzögert durch das weitere Einströmen slawischer Bevölkerung und sogar durch eine vorübergehende Slawisierung von Griechen – eine Rehellenisierung. Das Ausmaß der Slawisierung und Rehellenisierung brachte Fallmerayer zu der erwähnten These, die modernen Griechen seien ausschließlich hellenisierte Slawen, die in dieser Extremität heute kaum noch vertreten wird. Tatsache ist aber, dass es – gerade angesichts der Instabilität ethnischer Identitäten in Spätantike und Frühmittelalter – zu einer Integration slawischer Elemente in die griechisch-byzantinische Gesellschaft kam, die mit dem Gegenkaiser Thomas sogar beinahe einen Slawen auf den byzantinischen Thron gebracht hätte.